# 뉴질랜드삼

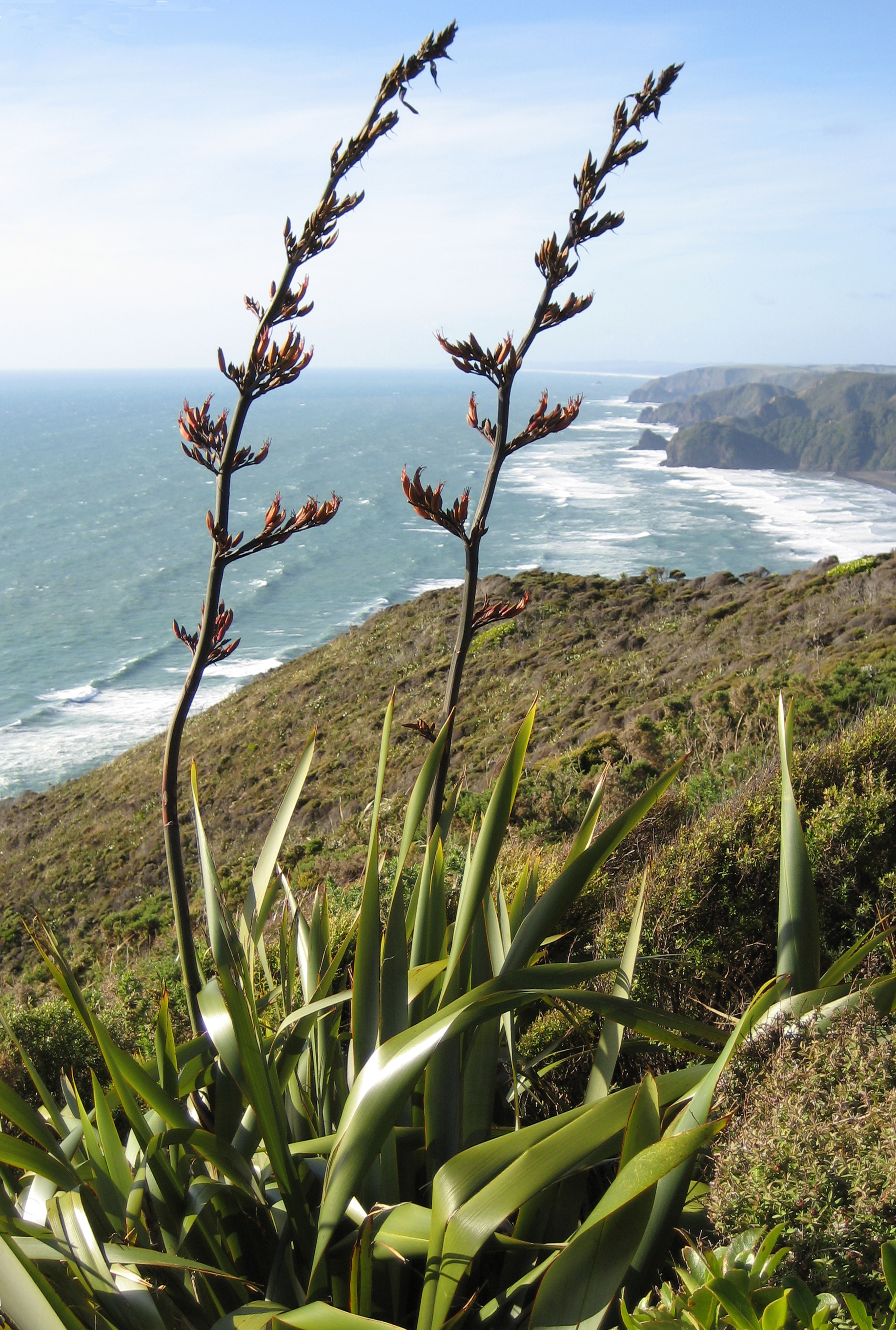

뉴질랜드삼(학명: Phormium tenax, 뉴질랜드 영어: flax, 뉴질랜드 이외 지역: New Zealand flax, 역사적 문맥에서 New Zealand hemp) 또는 하라케케(마오리어: Harakeke), 신서란(新西蘭)은 뉴질랜드와 노퍽섬이 원산지인 상록 여러해살이 식물이며 중요한 섬유식물이자 대중적인 관상용 식물이다. 최대 2미터 길이의 잎으로 성장하며 극적으로 노랗거나 빨간 꽃을 낸다.
섬유리는 마오리족이 뉴질랜드에 도착한 이래로 널리 사용되고 있으며, 유럽인들이 도착한 뒤 적어도 제2차 세계 대전까지 로프와 돛 제조에도 쓰였다. 태평양섬의 일부 지역과 오스트레일리아에서는 침입종이다.
이 식물의 날에는 쿠쿠르비타신이 포함되어 있어서 일부 동물에게 유독하며 그 중 일부는 인간에게 매우 쓴 맛을 낸다.